# Fleury-la-Rivière
 Fleury-la-Rivière  es una población y comuna francesa, en la región de Champaña-Ardenas, departamento de Marne, en el distrito de Épernay y cantón de Épernay-2.

## Demografía
| 453 | 465 | 435 | 412 | 449 | 517 |
| Para los censos de 1962 a 1999 la población legal corresponde a la población sin duplicidades (Fuente: INSEE [Consultar]) |     |     |     |     |     |